# Mondioring
Il Mondioring è uno sport cinofilo per cani di tutte le razze iscritti ad un libro genealogico riconosciuto dall'FCI (ossia provvisti di pedigree riconosciuto dall'FCI) 
Le classi previste sono 4:
- Debuttanti: a cui sono ammessi soggetti di tutte le razze anche se sprovvisti di pedigree purché abbiano compiuto i 12 mesi di età
- Categoria 1: tutti i soggetti con pedigree e 12 mesi di età
- Categoria 2: tutti i soggetti che abbiano ottenuto almeno 2 volte 160 punti in Cat. 1
- Categoria 3: tutti i soggetti che abbiano ottenuto almeno 2 volte 240 punti in Cat. 2

Il programma comprende prove senza collare e guinzaglio: Condotta al piede senza guinzaglio, Assenza del conduttore, Invio in avanti, Posizioni a distanza, Rifiuto del cibo, Riporto dell'oggetto, Ricerca del legnetto.